# Филип Бард
Филип Бард (на английски: Philip Bard) е американски психолог, известен с Теория на Кенън-Бард.

## Биография
Роден е през 1898 година в Порт Хуенем, САЩ. Завършва бакалавърска степен в Принстънския университет (1923), магистърска степен в Харвардския университет (1925), а Уолтър Кенън ръководи докторската му дисертация (1927). Интересът му към физиологията датира от началото на юношеството и той се заинтересува от работата на Уилям Хауъл.
Преди дипломирането си, той служи към доброволческия корпус в линейка по време на Първата световна война във Франция (1917 – 1919). Избран е за член на Американското психологическо общество през 1929 година. В периода 1928 – 1931 работи върху докторската си дисертация, след това отива в Харвард (1931 – 1933) и през 1933 г. става професор и директор на катедрата по физиология в Университета „Джонс Хопкинс“. Бард е декан на Факултета по медицина в периода 1953 – 1957.
Умира на 5 април 1977 година в Санта Барбара на 79-годишна възраст.